# SL-8
La SL-8 es una vía de comunicación que pertenece a la Red Local de 2º Orden de Carreteras del Principado de Asturias. Tiene una longitud de 150 m y da acceso a las pistas forestales que comunican con Millara y Silvota.
Inicialmente se proyectó como el nuevo acceso a los pueblos de Millara (Miera) y Silvota (Silvouta) en la década de los 70 siendo alcalde Fernando Manuel Castro Grana con una longitud total de 6 km en sustitución del existente por el Alto de Carricedo (L'Altu Carricéu). A partir del otro lado del puente las únicas actuaciones ejecutadas fueron la apertura de anchas pistas en el monte que era por donde debería pasar la carretera. 
Esta carretera no fue realizada por su alto coste económico y desde entonces no ha recibido ningún impulso excepto por parte de los vecinos de Millara ya que Silvota está deshabitado e invadido por el monte y los primeros creen que deberían tener un nuevo acceso hacia Salas.